# Ewangeliarz Wukana

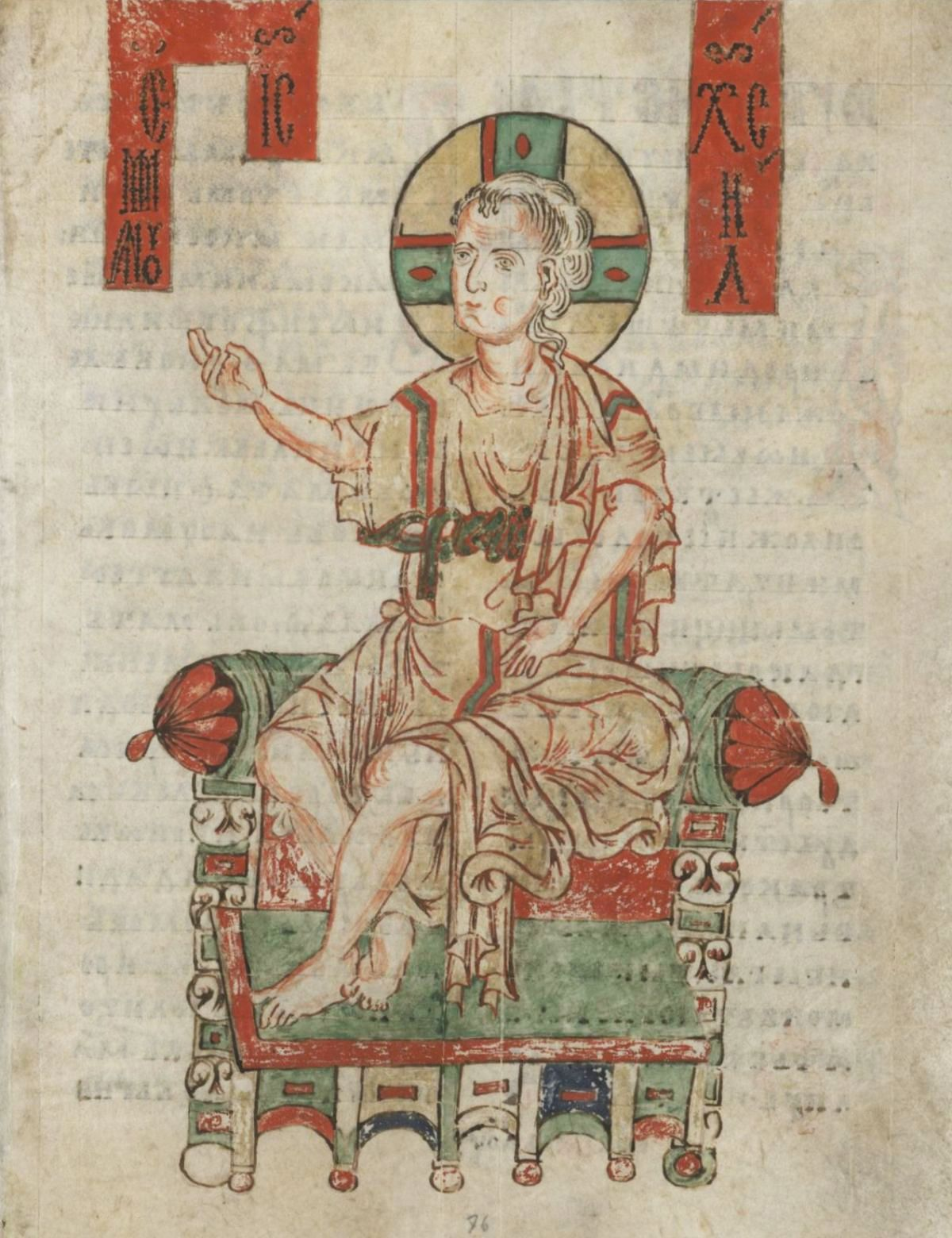
Miniatura z Ewangeliarza z przedstawieniem św. Jana Ewangelisty

Ewangeliarz Wukana – sporządzony w pierwszych latach XIII wieku manuskrypt zawierający staroserbski przekład fragmentów Ewangelii na niedziele i święta. Jego nazwa pochodzi od syna wielkiego żupana Raszki Stefana Nemanji, Wukana.
Spisany na pergaminie manuskrypt składa się ze 189 kart, kilka środkowych kart nie zachowało się. Wewnątrz zawiera dwie miniatury: z przedstawieniem św. Jana Ewangelisty (karta 1) i Chrystusa (karta 76). Na karcie 189 podpisał się jeden ze skrybów, mnich Symeon.
Manuskrypt został odnaleziony w 1859 roku na górze Athos. Zakupiony przez archimandrytę Porfiriusza (Uspienskiego), został zabrany do Petersburga i podarowany carowi. Przechowywany jest obecnie w petersburskiej Rosyjskiej Bibliotece Narodowej.
Ewangeliarz Wukana został sporządzony w Rasie. Tekst zawiera liczne cechy językowe dialektu raskiego, m.in. przejście vъ w u (vъova → udova, vъsta → usta), jer miękki w miejsce pierwotnych dwóch jerów (izъ ustъ → iz ustь), częste zastąpienie samogłosek nosowych ą, ę przez u, e (na glavą → na glavu, propęti tę → propeti te). Przykłady pomieszania samogłosek nosowych i wokalizacji jerów (np. zъlь → zolь, lъstь → lestь) wskazują, że tekst powstał jako odpis wcześniejszego zabytku średniobułgarskiego.